# Elvis (NBC-TV Special)
Elvis (NBC-TV Special) es el trigésimo cuarto álbum y el primer álbum en directo del músico y cantante estadounidense Elvis Presley, de la banda sonora del especial de televisión del mismo título, publicado por la compañía discográfica RCA Victor en noviembre de 1968. La grabación tuvo lugar en los Western Recorders de Burbank (California) entre los días 20 y 23 de 1968, con trabajo de estudio adicional en Western Recorders, en junio de 1968 así como en los NCB Studios de Burbank los días 27 y 29 de junio del mismo año. 
El álbum alcanzó el puesto número 2 del UK Chart  y el puesto 8 en el Billboard 200. El especial de televisión, revitalizó la carrera de Presley después de 7 años de dedicarse exclusivamente a la filmación de películas en Hollywood a razón de tres por año. Fue certificado Oro el 22 de julio de 1969 y Platino el 15 de julio de 1999 por la RIAA.

## Contenido
El álbum del especial de Elvis de 1968 consiste en una mezcla de grabaciones de estudio y en vivo; que formaron parte del show televisivo emitido en diciembre de 1968 por la NBC. El material en vivo en sí es una mezcla de temas "sentados" con un grupo pequeño de músicos que formaron parte del segmento acústico que luego serviría de modelo años más tarde para la creación del formato clásico de los shows televisivos del MTV Unplugged, y temas "de pie". donde Elvis cantó con "pistas con orquesta. 
Antes de grabar en video el especial televisivo de Navidad, se grabó una banda sonora a publicar antes de la emisión el 3 de diciembre. Varias estipulaciones contractuales fueron obviadas por Presley y por el productor del programa, Steve Binder, en particular la que prohibía la presencia de público. El productor Bones Howe no puedo requisar un equipo de grabación adecuado, consiguiendo el sonido de los micrófonos en las cámaras de vídeo. Por lo tanto, el álbum fue lanzado solo en sonido monoaural, en un momento en el que la industria discográfica solo publicaba discos en estéreo.
A diferencia de la monotonía de las bandas sonoras grabadas por Presley anteriormente, el músico se sintió emocionado por el proyecto.  Para el álbum, el formato musical presentó a Presley en tres escenarios diferentes: varios popurrís de su material, con una banda pequeña e informal enfrente de un público en directo, y dos nuevas canciones con Presley respaldado por una orquesta, también con público y en directo. Las dos baladas de este álbum se publicaron como sencillos. "If I Can Dream" se lanzó a principios de mes, con el respaldo de la cara B con una canción de su película en los cines en ese momento, Live a Little, Love a Little, lo que la convierte en una doble promoción en un solo disco. Alcanzó el puesto número 12 en el Billboard Hot 100, su sencillo con las listas más altas desde 1965. "Memories" fue lanzado más de dos meses después de la transmisión del show, respaldado con la canción principal de su próxima película, Charro!.  Al llegar al top diez en la lista de álbumes, este LP resucitó su carrera discográfica en un momento crucial de la carrera de Elvis. 
Presley insistió específicamente en que las mezclas en sonido mono de estas canciones se conservaron para el álbum. La secuencia acústica donde Elvis aparece sentado junto a algunos de sus antiguos músicos como el guitarrista Scotty Moore, el baterista D.J. Fontana y el músico y asistente Charlie Hodge entre otros, es considerado como el primer unplugged de la historia y un antecedente del futuro MTV unplugged.
Varias horas de música adicional fueron grabadas para el especial, que fue reeditado en varios formatos a lo largo de los años. En 1991, RCA reeditó una versión expandida en disco compacto, con versiones sin editar de los popurrís. Dos publicaciones más aparecieron en 1998: Memories: The '68 Comeback Special, con versiones más completas de la producción y de los números de orquesta, y Tiger Man, con el concierto del 27 de junio de 1968 completo. El 5 de agosto de 2008, Legacy Recordings publicó una caja recopilatoria de cuatro discos con las sesiones completas del especial.

## Lista de canciones
| Cara A | | |               |          |  |
| N.º    | Título | Escritor(es) | Grabación     | Duración |  |
| 1.     | «Trouble» "Guitar Man (canción)» | Jerry Leiber, Mike Stoller Jerry Reed | 22/06/1968    | 3:26     |  |
| 2.     | «Lawdy Miss Clawdy» «Baby What You Want Me to Do» «Heartbreak Hotel» «Hound Dog» "All Shook Up» «Can't Help Falling in Love» «Jailhouse Rock» «Love Me Tender» | Lloyd Price Jimmy Reed Mae Boren Axton, Tommy Durden, Elvis Presley Jerry Leiber, Mike Stoller Otis Blackwell, Elvis Presley, George Weiss, Hugo Peretti, Luigi Creatore Jerry Leiber, Mike Stoller Vera Matson, Elvis Presley | 27–28/06/1968 | 14:52    |  |

| Cara B |                                                                                            |                                                                                                  |               |          |  |
| N.º    | Título                                                                                     | Escritor(es)                                                                                     | Grabación     | Duración |  |
| 1.     | «Where Could I Go But to the Lord?» «Up Above My Head» «Saved»                             | J. B. Coats Walter Earl Brown Jerry Leiber, Mike Stoller                                         | 20–21/06/1968 | 7:31     |  |
| 2.     | «Blue Christmas» «One Night»                                                               | Billy Hayes, Jay W. Johnson Dave Bartholomew, Pearl King                                         | 27/06/1968    | 15:49    |  |
| 3.     | «Memories»                                                                                 | Billy Strange, Mac Davis                                                                         | 23/06/1968    | 3:16     |  |
| 4.     | «Nothingville» «Big Boss Man» «Guitar Man» «Little Egypt» «Trouble» «Guitar Man (canción)» | Billy Strange, Mac Davis Luther Dixon, Al Smith Jerry Reed Jerry Leiber, Mike Stoller Jerry Reed | 20–21/06/1968 | 11:46    |  |
| 5.     | «If I Can Dream»                                                                           | Walter Earl Brown                                                                                | 23/06/1968    | 3:19     |  |

| Reedición de 1991 | | |               |          |  |
| N.º               | Título | Escritor(es) | Grabación     | Duración |  |
| 1.                | «Trouble" "Guitar Man» | Jerry Leiber, Mike Stoller Jerry Reed | 22/06/1968    | 3:26     |  |
| 2.                | «Lawdy Miss Clawdy" "Baby What You Want Me to Do»                                                                                               | Lloyd Price Jimmy Reed | 27/06/1968    | 3:34     |  |
| 3.                | «Heartbreak Hotel" "Hound Dog" "All Shook Up" "Can't Help Falling In Love" "Jailhouse Rock" "Don't Be Cruel" Blue Suede Shoes" "Love Me Tender» | Mae Boren Axton, Tommy Durden, Elvis Presley Jerry Leiber, Mike Stoller Otis Blackwell, Elvis Presley/ George David Weiss, Hugo Peretti, Luigi Creatore Jerry Leiber, Mike Stoller Otis Blackwell, Elvis Presley Carl Perkins Vera Matson, Elvis Presley | 29/06/1968    | 14:14    |  |
| 4.                | «Where Could I Go But to the Lord?" "Up Above My Head" "Saved»                                                                                  | J. B. Coats Walter Earl Brown Jerry Leiber, Mike Stoller | 21–22/06/1968 | 7:31     |  |
| 5.                | «Baby What You Want Me to Do" That's All Right (Mama)" "Blue Christmas" "One Night" "Tiger Man" Trying to Get to You»                           | Jimmy Reed Arthur Crudup Billy Hayes, Jay W. Johnson Dave Bartholomew, Pearl King Lewis Burns, Al Lewis, Joe Hill Louis Rose Marie McCoy, Charles Singleton                                                                                              | 27/06/1968    | 15:49    |  |
| 6.                | «Memories» | Billy Strange, Mac Davis | 23/06/1968    | 3:16     |  |
| 7.                | «Nothingville" "Big Boss Man" "Let Yourself Go" It Hurts Me" "Guitar Man" "Little Egypt" "Trouble»                                              | Billy Strange and Mac Davis Luther Dixon and Al Smith Joy Byers Joy Byers, Charlie Daniels Jerry Reed Jerry Leiber, Mike Stoller | 20–21/06/1968 | 11:46    |  |
| 8.                | «If I Can Dream» | Walter Earl Brown | 23/06/1968    | 3:19     |  |

Reedición de 2008
| Disc one | |          |  |
| N.º      | Título | Duración |  |
| 1.       | «Trouble" / "Guitar Man» | 3:29     |  |
| 2.       | «Lawdy, Miss Clawdy" / "Baby What You Want Me to Do" / "Heartbreak Hotel" / "Hound Dog" / "All Shook Up" / "Can't Help Falling In Love" / "Jailhouse Rock" / "Don't Be Cruel" / "Blue Suede Shoes" / "Love Me Tender» | 14:42    |  |
| 3.       | «Where Could I Go But to the Lord" / "Up Above My Head" / "Saved» | 7:35     |  |
| 4.       | «Blue Christmas" / "One Night» | 5:34     |  |
| 5.       | «Memories» | 3:20     |  |
| 6.       | «Medley: Nothingville" / "Big Boss Man" / "Guitar Man" / "Little Egypt" / "Trouble" / "Guitar Man» | 6:43     |  |
| 7.       | «If I Can Dream» | 3:22     |  |
| 8.       | «It Hurts Me» | 2:32     |  |
| 9.       | «Let Yourself Go» | 2:37     |  |
| 10.      | «A Little Less Conversation» | 1:46     |  |
| 11.      | «Memories» | 3:08     |  |
| 12.      | «If I Can Dream» | 3:09     |  |

| Disc two |                                         |          |  |
| N.º      | Título                                  | Duración |  |
| 1.       | «That's All Right»                      | 4:08     |  |
| 2.       | «Heartbreak Hotel»                      | 2:54     |  |
| 3.       | «Love Me»                               | 3:12     |  |
| 4.       | «Baby, What You Want Me to Do»          | 5:44     |  |
| 5.       | «Blue Suede Shoes»                      | 2:20     |  |
| 6.       | «Baby, What You Want Me to Do»          | 4:02     |  |
| 7.       | «Lawdy, Miss Clawdy»                    | 3:02     |  |
| 8.       | «Are You Lonesome Tonight?»             | 2:51     |  |
| 9.       | «When My Blue Moon Turns to Gold Again» | 0:38     |  |
| 10.      | «Blue Christmas»                        | 2:36     |  |
| 11.      | «Trying to Get to You»                  | 2:49     |  |
| 12.      | «One Night»                             | 3:56     |  |
| 13.      | «Baby, What You Want Me to Do»          | 5:10     |  |
| 14.      | «One Night»                             | 2:37     |  |
| 15.      | «Memories»                              | 3:26     |  |
| 16.      | «Heartbreak Hotel»                      | 1:28     |  |
| 17.      | «Hound Dog»                             | 0:46     |  |
| 18.      | «All Shook Up»                          | 1:57     |  |
| 19.      | «Can't Help Falling in Love»            | 2:18     |  |
| 20.      | «Jailhouse Rock»                        | 1:59     |  |
| 21.      | «Don't Be Cruel»                        | 1:42     |  |
| 22.      | «Blue Suede Shoes»                      | 2:33     |  |
| 23.      | «Love Me Tender»                        | 4:17     |  |
| 24.      | «Trouble»                               | 3:01     |  |
| 25.      | «Baby, What You Want Me to Do»          | 3:05     |  |
| 26.      | «If I Can Dream»                        | 3:16     |  |

| Disc three |                                         |          |  |
| N.º        | Título                                  | Duración |  |
| 1.         | «Heartbreak Hotel»                      | 4:12     |  |
| 2.         | «Baby, What You Want Me to Do»          | 3:27     |  |
| 3.         | «Introductions»                         | 2:16     |  |
| 4.         | «That's All Right»                      | 3:07     |  |
| 5.         | «Are You Lonesome Tonight?»             | 3:59     |  |
| 6.         | «Baby, What You Want Me to Do»          | 3:24     |  |
| 7.         | «Blue Suede Shoes»                      | 2:26     |  |
| 8.         | «One Night»                             | 3:19     |  |
| 9.         | «Love Me»                               | 4:14     |  |
| 10.        | «Trying to Get to You»                  | 3:04     |  |
| 11.        | «Lawdy, Miss Clawdy»                    | 2:57     |  |
| 12.        | «Santa Claus Is Back in Town»           | 1:17     |  |
| 13.        | «Blue Christmas»                        | 4:02     |  |
| 14.        | «Tiger Man»                             | 3:11     |  |
| 15.        | «When My Blue Moon Turns to Gold Again» | 1:17     |  |
| 16.        | «Memories»                              | 3:15     |  |
| 17.        | «Heartbreak Hotel»                      | 1:23     |  |
| 18.        | «Hound Dog»                             | 0:46     |  |
| 19.        | «All Shook Up»                          | 1:36     |  |
| 20.        | «Can't Help Falling in Love»            | 2:25     |  |
| 21.        | «Jailhouse Rock»                        | 2:00     |  |
| 22.        | «Don't Be Cruel»                        | 1:37     |  |
| 23.        | «Blue Suede Shoes»                      | 2:46     |  |
| 24.        | «Love Me Tender»                        | 3:31     |  |
| 25.        | «Trouble" / "Guitar Man»                | 5:10     |  |
| 26.        | «Trouble" / "Guitar Man»                | 2:32     |  |
| 27.        | «If I Can Dream»                        | 3:20     |  |

| Disc four |                                                  |          |  |
| N.º       | Título                                           | Duración |  |
| 1.        | «I Got a Woman»                                  | 2:47     |  |
| 2.        | «Blue Moon" / "Young Love" / "Oh, Happy Day»     | 2:21     |  |
| 3.        | «When It Rains It Really Pours»                  | 2:55     |  |
| 4.        | «Blue Christmas»                                 | 3:28     |  |
| 5.        | «Are You Lonesome Tonight?" / "That's My Desire» | 3:12     |  |
| 6.        | «That's When Your Heartaches Begin»              | 0:49     |  |
| 7.        | «Peter Gunn Theme»                               | 1:37     |  |
| 8.        | «Love Me»                                        | 1:45     |  |
| 9.        | «When My Blue Moon Turns to Gold Again»          | 1:52     |  |
| 10.       | «Blue Christmas" / "Santa Claus Is Back in Town» | 3:03     |  |
| 11.       | «Danny Boy»                                      | 1:35     |  |
| 12.       | «Baby, What You Want Me to Do»                   | 3:22     |  |
| 13.       | «Love Me»                                        | 2:38     |  |
| 14.       | «Tiger Man»                                      | 3:14     |  |
| 15.       | «Santa Claus Is Back in Town»                    | 2:44     |  |
| 16.       | «Lawdy, Miss Clawdy»                             | 2:18     |  |
| 17.       | «One Night»                                      | 2:18     |  |
| 18.       | «Blue Christmas»                                 | 2:49     |  |
| 19.       | «Baby, What You Want Me to Do»                   | 1:25     |  |
| 20.       | «When My Blue Moon Turns to Gold Again»          | 1:14     |  |
| 21.       | «Blue Moon of Kentucky»                          | 1:43     |  |

## Personal
| 20-23 de junio de 1968 - Elvis Presley - voz - The Blossoms - coros - Tommy Morgan - armónica - Mike Deasy, Al Casey, Tommy Tedesco - guitarra eléctrica - Larry Knechtel - teclados - Don Randi - piano - Charles Berghofer - contrabajo - Hal Blaine - batería - John Cyr, Elliot Franks - percusión - Frank DeVito - bongo - Billy Goldenberg - orquestación | 27 de junio de 1968 - Elvis Presley - voz, guitarra acústica, guitarra eléctrica - Scotty Moore - guitarra eléctrica, guitarra acústica - Charlie Hodge - guitarra acústica, coros - D.J. Fontana, Alan Fortas - percusión - Lance Legault - pandereta |

## Posición en listas
| País           | Lista                | Posición |
| -------------- | -------------------- | -------- |
| Estados Unidos | Billboard Pop Albums | 8        |